# Vérandas Willems Cycling Team/Saison 2016
Dieser Artikel listet Erfolge und Fahrer des Radsportteams Vérandas Willems Cycling Team in der Saison 2016 auf.

## Erfolge in der UCI Europe Tour
| Datum         | Rennen                               | Kat. | Fahrer               |
| ------------- | ------------------------------------ | ---- | -------------------- |
| 6. März       | 2. Etappe Drei Tage von Westflandern | 2.1  | Timothy Dupont       |
| 13. März      | Dorpenomloop Rucphen                 | 1.2  | Aidis Kruopis        |
| 16. März      | Nokere Koerse                        | 1.HC | Timothy Dupont       |
| 22. März      | 1. Etappe Tour de Normandie          | 2.2  | Timothy Dupont       |
| 24. März      | 3. Etappe Tour de Normandie          | 2.2  | Timothy Dupont       |
| 27. März      | 6. Etappe Tour de Normandie          | 2.2  | Timothy Dupont       |
| 5. Mai        | Dwars door de Vlaamse Ardennen       | 1.2  | Timothy Dupont       |
| 14. Mai       | Ronde van Overijssel                 | 1.2  | Aidis Kruopis        |
| 15. Mai       | Grand Prix Criquielion               | 1.2  | Timothy Dupont       |
| 20. Mai       | 1. Etappe Paris-Arras Tour           | 2.2  | Aidis Kruopis        |
| 21. Mai       | 2. Etappe Paris-Arras Tour           | 2.2  | Aidis Kruopis        |
| 20.–22. Mai   | Gesamtwertung Paris-Arras Tour       | 2.2  | Aidis Kruopis        |
| 5. Juni       | Memorial Philippe Van Coningsloo     | 1.2  | Timothy Dupont       |
| 10. Juni      | 2. Etappe Ronde de l’Oise            | 2.2  | Dries De Bondt       |
| 22. Juni      | Halle–Ingooigem                      | 1.1  | Dries De Bondt       |
| 2. Juli       | Omloop Het Nieuwsblad (U23)          | 1.2U | Elias Van Breussegem |
| 24. Juli      | Grand Prix de la ville de Pérenchies | 1.2  | Timothy Dupont       |
| 28. Juli      | 1. Etappe Tour Alsace                | 2.2  | Timothy Dupont       |
| 29. Juli      | 2. Etappe Tour Alsace                | 2.2  | Timothy Dupont       |
| 31. Juli      | 4. Etappe Tour Alsace                | 2.2  | Timothy Dupont       |
| 7. August     | Antwerpse Havenpijl                  | 1.2  | Timothy Dupont       |
| 10. September | De Kustpijl                          | 1.2  | Timothy Dupont       |
| 16. September | Kampioenschap van Vlaanderen         | 1.1  | Timothy Dupont       |
| 25. September | Gooikse Pijl                         | 1.2  | Aidis Kruopis        |

## Abgänge – Zugänge
| Zugänge                         | Team 2015                                      | Abgänge                 | Team 2016                            |
| ------------------------------- | ---------------------------------------------- | ----------------------- | ------------------------------------ |
| Didier Bats                     | Goeman Scott VZW (VTT)                         | Gaëtan Bille            | Wanty-Groupe Gobert                  |
| Sander Cordeel                  | Vastgoedservice-Golden Palace Continental Team | Dimitri Claeys          | Wanty-Groupe Gobert                  |
| Louis De Rycke                  |                                                | Dominique Cornu         | Karriereende                         |
| Tim De Troyer                   | Wanty-Groupe Gobert                            | Jérôme Gilbert          | Karriereende                         |
| Brecht Dhaene                   | Astellas Cycling Team                          | Jérôme Kerf             | Team 3M                              |
| Benjamin D’Hondt                |                                                | Daan Myngheer           | Roubaix Métropole européene de Lille |
| Timothy Dupont                  | Roubaix Lille Métropole                        | Olivier Pardini         | Wallonie Bruxelles-Group Protect     |
| Jan Ghyselinck                  | Wanty-Groupe Gobert                            | Kai Reus (bis 14. März) | Roompot Oranje Peloton               |
| Aidis Kruopis                   | An Post-Chain Reaction                         | Joren Touquet           | Superano Ham-Isorex                  |
| Gianni Vermeersch (ab 1. April) | Marlux-Napoleon Games Cycling Team             | Emiel Wastyn            | An Post-Chain Reaction               |
|                                 |                                                | Sten Van Gucht          | Profel United                        |

## Mannschaft
| Teamkader 2016                             | Teamkader 2016     | Teamkader 2016 | Teamkader 2016                          |
| Name                                       | Geburtsdatum       | Land           | Vorheriges Team                         |
| ------------------------------------------ | ------------------ | -------------- | --------------------------------------- |
| Didier Bats                                | 23. Januar 1993    | Belgien        |                                         |
| Joeri Calleeuw                             | 5. August 1985     | Belgien        | Geldhof Jielker (2014)                  |
| Sander Cordeel                             | 7. November 1987   | Belgien        | Vastgoedservice-Golden Palace (2015)    |
| Dries De Bondt                             | 4. Juli 1991       | Belgien        | Josan-To Win (2014)                     |
| Louis De Rycke                             | 13. September 1994 | Belgien        |                                         |
| Tim De Troyer                              | 11. August 1990    | Belgien        | Wanty-Groupe Gobert (2015)              |
| Brecht Dhaene                              | 29. November 1988  | Belgien        | Astellas (2015)                         |
| Benjamin D'Hondt                           | 29. Oktober 1993   | Belgien        |                                         |
| Timothy Dupont                             | 1. November 1987   | Belgien        | Roubaix Lille Métropole (2015)          |
| Jan Ghyselinck                             | 24. Februar 1988   | Belgien        | Wanty-Groupe Gobert (2015)              |
| Aidis Kruopis                              | 26. Oktober 1986   | Litauen        | An Post-ChainReaction (2015)            |
| Christophe Prémont                         | 22. November 1989  | Belgien        | Wallonie-Bruxelles (2014)               |
| Kai Reus (1. Jan.–16. Mär., Anm.)          | 11. März 1985      | Niederlande    | Parkhotel Valkenburg Continental (2014) |
| Elias Van Breussegem                       | 10. April 1992     | Belgien        | VL Technics-Abutriek (2014)             |
| Stef Van Zummeren                          | 20. Dezember 1991  | Belgien        | Team 3M (2014)                          |
| Jari Verstraeten                           | 8. Februar 1989    | Belgien        |                                         |
| Gianni Vermeersch (1. Apr.–31. Dez.)       | 19. November 1992  | Belgien        | Marlux-Napoleon Games (2016)            |
| Arjen Livyns (1. Aug.–31. Dez., Stagiaire) | 1. September 1994  | Belgien        | VL Technics-Experza-Abutriek (2016)     |
|                                            |                    |                |                                         |
| Quellen: ProCyclingStats Cycling Archives  |                    |                |                                         |

Anmerkung: Kai Reus, Teamwechsel